# Йойс
Йойс (на немски: Jois) е селище в Източна Австрия. Разположен е близо до границата с Унгария и езерото Нойзидлер Зее в окръг Нойзидъл ам Зее на провинция Бургенланд. Има жп гара. Лозарски и овощарски (предимно череши) район. Население 1427 жители към 1 април 2009 г.